# Heart and Soul (coffret)
Pour les articles homonymes, voir Heart and Soul.

Heart & Soul est un coffret de quatre disques du groupe Joy Division, paru en décembre 1997,.

## Historique
Paru chez London Records au Royaume-Uni et chez Rhino Records aux États-Unis, ce coffret comprend :
- le premier disque, qui reprend tous les enregistrements studio de l'album Unknown Pleasures (1979) avec du matériel, dans l'ordre, de la compilation double Maxi-45t/EP A Factory Sample, des 45t géants/EP/12" Transmission et Earcom 2: Contradiction (compilation avec 2 titres du groupe), enfin des albums Still et Substance;
- le deuxième disque, qui reprend des titres, dans l'ordre, du Maxi-45t/EP/12" She's Lost Control, du 33t Still, des 45t/7" Licht Und Blindheit et des 45t-33t/7" et Maxi-45t/12" Love Will Tear Us Apart, enfin des albums Closer et Substance;
- le troisième disque, qui reprend des titres ayant figuré sur les 45t/7" et Maxi-45t/12" An Ideal for Living, sur l'album Substance et sur le Flexi-45t Komakino (distribué gratuitement en 1980), ainsi que des titres rares, inédits ou radio-diffusés, quelques Peel Sessions et Video 586 de 1997;
- le quatrième disque, qui comprend 19 enregistrements publics, tous inédits.

## Listes des chansons
Tous les titres sont écrits par Joy Division.

### Disque 1:Unknown PleasuresPlus
1. Digital – 2:53
2. Glass – 3:56
3. Disorder – 3:31
4. Day of the Lords – 4:49
5. Candidate – 3:05
6. Insight – 4:28
7. New Dawn Fades – 4:48
8. She's Lost Control – 3:56
9. Shadowplay – 3:55
10. Wilderness – 2:38
11. Interzone – 2:16
12. I Remember Nothing – 5:56
13. Ice Age – 2:25
14. Exercise One – 3:08
15. Transmission – 3:37
16. Novelty – 4:01
17. The Kill – 2:16
18. The Only Mistake – 4:19
19. Something Must Break – 2:53
20. Autosuggestion – 6:10
21. From Safety to Where...? – 2:27

### Disque 2:CloserPlus
1. She's Lost Control (12" version) – 4:57
2. Sound of Music – 3:55
3. Atmosphere – 4:11
4. Dead Souls – 4:57
5. Komakino – 3:54
6. Incubation – 2:52
7. Atrocity Exhibition – 6:05
8. Isolation – 2:52
9. Passover – 4:46
10. "Colony – 3:55
11. A Means to an End – 4:07
12. Heart and Soul – 5:51
13. Twenty Four Hours – 4:26
14. The Eternal – 6:07
15. Decades – 6:13
16. Love Will Tear Us Apart – 3:27
17. These Days – 3:26

### Disque 3:Rarities
1. Warsaw – 2:26
2. No Love Lost – 3:42
3. Leaders of Men – 2:34
4. Failures – 3:44
5. The Drawback (demo) – 1:46
6. Interzone (demo) – 2:11
7. Shadowplay (demo) – 4:10
8. Exercise One (Peel Session) – 2:28
9. Insight (demo) – 4:05
10. Glass (demo) – 3:29
11. Transmission (demo) – 3:51
12. Dead Souls – 4:55
13. Something Must Break – 2:53
14. Ice Age (demo) – 2:36
15. Walked in Line (Rough mix) – 2:46
16. These Days (Piccadilly Radio Session) – 3:27
17. Candidate (Piccadilly Radio Session) – 1:57
18. The Only Mistake (Piccadilly Radio Session) – 3:43
19. Chance (Atmosphere) (Piccadilly Radio Session) – 4:54
20. Love Will Tear Us Apart (Peel Session) – 3:22
21. Colony (Peel Session) – 4:03
22. As You Said – 2:01
23. Ceremony (demo) – 4:57
24. In a Lonely Place (Detail) (demo) – 2:26

### Disque 4:Live
1. Dead Souls (live) – 4:17
2. The Only Mistake (live) – 4:04
3. Insight (live) – 3:48
4. Candidate (live) – 2:03
5. Wilderness (live) – 2:27
6. She's Lost Control (live) – 3:38
7. Disorder (live) – 3:12
8. Interzone (live) – 2:03
9. Atrocity Exhibition (live) – 5:52
10. Novelty (live) – 4:27
11. Autosuggestion (live) – 4:05
12. I Remember Nothing (live) – 5:53
13. Colony (live) – 3:53
14. These Days (live) – 3:38
15. Incubation (live) – 3:36
16. The Eternal (live) – 6:33
17. Heart and Soul (live) – 4:56
18. Isolation (live) – 3:09
19. She's Lost Control (live) – 5:30

- Pistes 1 à 10 enregistrées le 13 juillet 1979 la Factory à Manchester.
- Piste 11 enregistrée le 2 août 1979 au YMCA à London.
- Pistes 12 à 14 enregistrées le 2 novembre 1979 aux Winter Gardens à Bournemouth.
- Pistes 15 à 19 enregistrées le 29 février 1980 au Lyceum à London.